# Paseos del Marqués
Paseos del Marqués är en ort i Mexiko.   Den ligger i kommunen El Marqués och delstaten Querétaro Arteaga, i den centrala delen av landet, 170 km nordväst om huvudstaden Mexico City. Paseos del Marqués ligger 1 910 meter över havet och antalet invånare är 1 342.
Terrängen runt Paseos del Marqués är varierad. Runt Paseos del Marqués är det ganska tätbefolkat, med 155 invånare per kvadratkilometer. Närmaste större samhälle är Santiago de Querétaro, 15,5 km väster om Paseos del Marqués. Trakten runt Paseos del Marqués består till största delen av jordbruksmark.